# Gerhard Ulrich

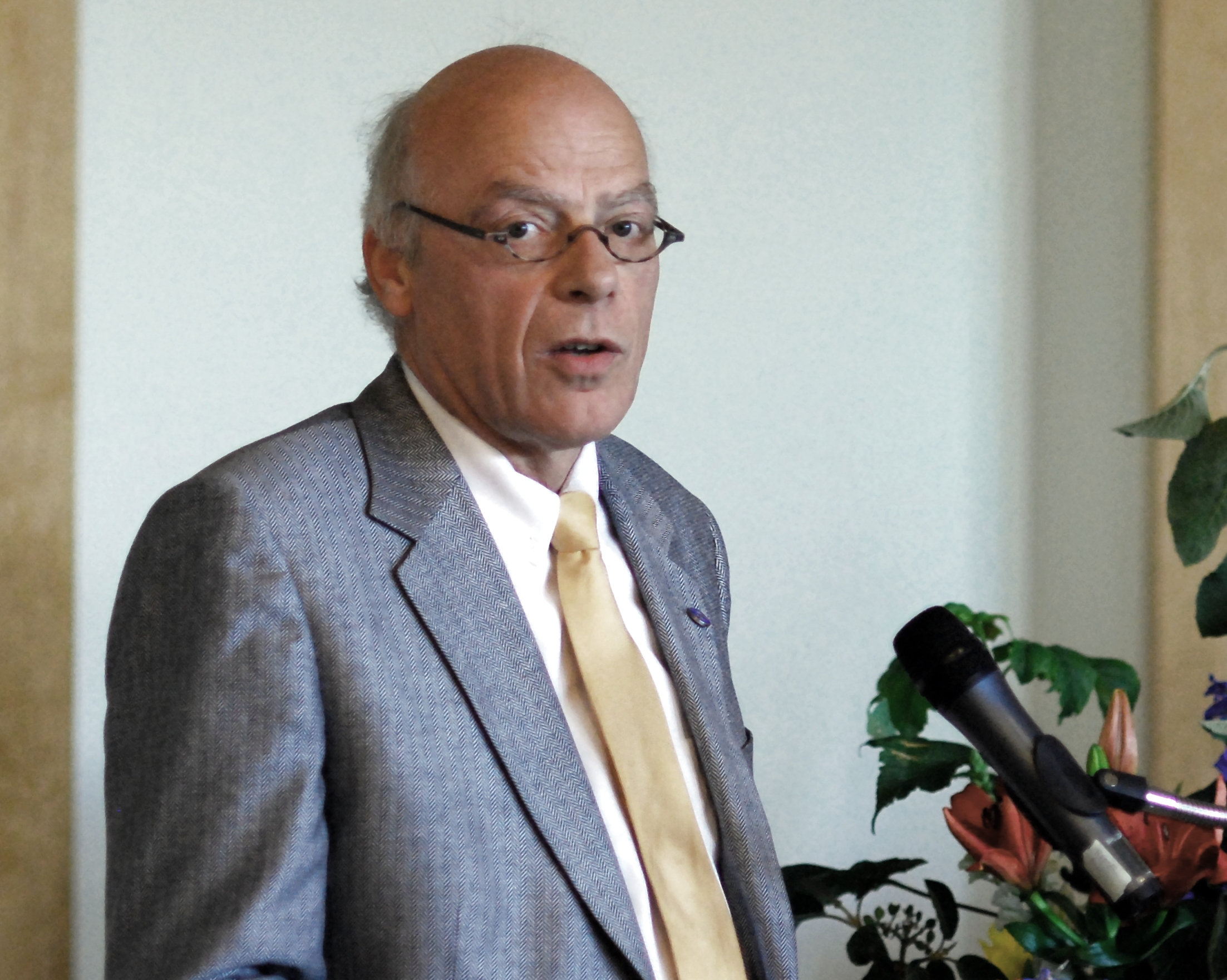
Gerhard Ulrich (2009)

Gerhard Ulrich (* 9. März 1951 in Hamburg) ist ein deutscher evangelisch-lutherischer Theologe. Er war von 2013 bis Ende März 2019 Landesbischof der Evangelisch-Lutherischen Kirche in Norddeutschland (Nordkirche) und 2011–2018 leitender Bischof der Vereinigten Evangelisch-Lutherischen Kirche Deutschlands.

## Leben
Ulrich wuchs als Sohn eines Polizeibeamten in Hamburg-Rahlstedt auf. Nach dem Abitur am Gymnasium Rahlstedt leistete er 1971/72 den Wehrdienst und studierte zunächst Germanistik, Theaterwissenschaften und Schauspielkunst. 1974 wechselte er zum Studium der Evangelischen Theologie an die Universität Hamburg. Von 1979 bis 1981 war er Vikar in Preetz in Holstein. 1981 wurde er im Lübecker Dom von Bischof Ulrich Wilckens ordiniert. Ulrich war zunächst Pfarrverwalter in Barsbüttel im Kirchenkreis Stormarn. Von 1983 bis 1986 wechselte er in ein Pfarramt in Hamburg-Wellingsbüttel. Er übernahm zwischen 1987 und 1990 die Aufgabe eines hauptamtlichen Mentors zur Ausbildung von Vikarinnen und Vikaren in der Region Schleswig. 1991 wurde er Direktor des Prediger- und Studienseminars der Nordelbischen Evangelisch-Lutherischen Kirche in Preetz. Er war ab 1996 Propst des Kirchenkreises Angeln mit Sitz in Kappeln und ab 2003 auch Mitglied der Kirchenleitung der Nordelbischen Kirche. Am 12. Juli 2008 wählte ihn die Landessynode der Nordelbischen Kirche für zunächst zehn Jahre zum Bischof des neu umschriebenen Sprengels Schleswig und Holstein in der Nachfolge von Hans Christian Knuth, der aus Altersgründen in den Ruhestand trat. Ulrichs Amtsantritt war am 1. Oktober, die feierliche Amtseinführung im Schleswiger Dom fand am 8. November 2008 statt.
Bischof Ulrich wurde im Jahr 2009 zum Vorsitzenden der Kirchenleitung der Nordelbischen Kirche und zum Vorsitzenden der gemeinsamen Kirchenleitung der drei evangelischen Landeskirchen Nordelbien, Mecklenburg und Pommern gewählt und trug durch sein diplomatisches Geschick, maßgeblich dazu bei, dass diese drei Kirchen Pfingsten 2012 zu einer gemeinsamen Evangelisch-Lutherischen Kirche in Norddeutschland (Nordkirche) fusionierten. Aus diesem Grund verlegte er bis zur Wahl eines gemeinsamen Landesbischofs seinen Arbeitsschwerpunkt in das Nordelbische Kirchenamt in Kiel. Zur Wahrnehmung der Aufgaben im Sprengel Schleswig und Holstein bestellte die Nordelbische Synode einen Bischofsbevollmächtigten für den Sprengel Schleswig und Holstein. Seit dem 1. Oktober 2009 übt Gothart Magaard diese Aufgabe aus, der ihm ab dem 1. Mai 2014 auch offiziell in das Amt des Bischofs im Sprengel nachfolgte.
Im November 2009 wurde Ulrich zum stellvertretenden Vorsitzenden der Bischofskonferenz der Vereinigten Evangelisch-Lutherischen Kirche Deutschlands (VELKD) gewählt. Am 4. November 2011 als Nachfolger von Johannes Friedrich zum Leitenden Bischof der VELKD gewählt, nahm er auch dessen Platz im Kuratoriumsvorstand der Internationalen Martin Luther Stiftung ein. Seit Februar 2010 tritt er mit einer Kurzverkündigung in der Sendereihe „So gesehen“ bei Sat.1 auf. Am 1. April 2012, zwei Jahre nach Bekanntwerden der Ahrensburger Missbrauchsfälle, kam Ulrich zum ersten Mal in die Kirchengemeinde Ahrensburg, um dort mit Bischöfin Kirsten Fehrs am Palmsonntag in der Schlosskirche zu predigen. „Tempo und Art der Aufarbeitung der Missbrauchsfälle durch die Kirchenleitung hatte in der Vergangenheit immer wieder für Kritik gesorgt“.
Als einziger Kandidat angetreten, wurde Gerhard Ulrich am 21. Februar 2013 in Lübeck zum ersten Landesbischof der Evangelisch-Lutherischen Kirche in Norddeutschland gewählt. Vom Amt des Sprengelbischofs für den Sprengel Schleswig und Holstein wurde er am 28. Mai 2013 durch die Magdeburger Landesbischöfin Ilse Junkermann entpflichtet. Am 25. August 2013 führte sie ihn im Schweriner Dom feierlich in sein neues Amt als Landesbischof ein. Seine Amtszeit endete mit dem Monat der Vollendung des 68. Lebensjahrs Ende März 2019. Kurz vorher, im Februar 2019, ehrte ihn die Theologische Fakultät der Christian-Albrechts-Universität zu Kiel mit der Verleihung des Ehrendoktors.
Nach seinem Ruhestand war er von 2019 bis 2025 1. Vorsitzender des Evangelischen Posaunendienstes in Deutschland e. V. (EPiD). In diese Zeit fiel auch der 3. Deutsche Evangelischer Posaunentag in Hamburg. Seit 25. Oktober 2022 ist er zudem neuer Beauftragter für jüdisches Leben und gegen Antisemitismus des Landes Schleswig-Holstein.
Verheiratet ist Ulrich seit 1982 mit Cornelia geb. Bobert, mit der er vier Söhne hat.

## Andere Funktionen und Ämter
Ulrich gehörte während seines beruflichen Wirkens u. a. folgenden Gremien an:
- Mitglied des Kooperationsausschusses Nordelbien-Mecklenburg-Pommern (seit 1998)
- Mitglied der „Steuerungsgruppe“ für die Fusionsverhandlungen zur Bildung der Nordkirche (seit 2007)
- Mitglied des Vorstandes des Finanzbeirates der Kirchenkreise der NEK
- Mitglied im Fortbildungsausschuss der Kirchenleitung (bis 2004)
- Mitglied der Arbeitsgemeinschaft „KiTa 2010“
- Vorsitzender der „Arbeitsgruppe Nachwuchs“
- Vorsitzender der „Arbeitsgruppe Personalentwicklung“ im Konvent der Pröpstinnen und Pröpste
- Mitglied der Generalversammlung des Nordelbischen Missionszentrums
- Mitglied des Aufsichtsrates des Diakonischen Werkes Schleswig-Holstein
- Mitglied des Aufsichtsrates des Diakonissenanstalt Flensburg
- Mitglied der Kirchenkonferenz der EKD

## Kritik
In einem Osterbeitrag für die gedruckte Ausgabe der Evangelischen Zeitung vom 27. März 2016 schrieb Ulrich, die Jünger von Jesus hätten nach der Kreuzigung und dem ersten Schock begriffen, dass Jesus tot ist. „Sein Leib wird vergehen wie jeder Menschenleib.“ Die Äußerungen Ulrichs stießen auf heftige Kritik theologisch konservativer Christen. Mit der Begründung, Ulrich habe damit sein Ordinationsversprechen gebrochen und stehe „im Widerspruch zum Evangelium sowie zu den Lehrbekenntnissen unserer Kirche“, erteilte Jochen Teuffel ihm, der als Leitender Bischof der VELKD laut deren Verfassung das Recht hat, auf allen Kanzeln der Vereinigten Kirche zu predigen, ein explizites Kanzelverbot für die Martin-Luther-Kirche in Vöhringen (Iller). Ulrich hat seinerseits in einer Predigt klargestellt, dass er keineswegs die leibliche Auferstehung leugnet, sondern dass die Anschuldigungen aus dem Zusammenhang einer Karfreitags- und Osterbetrachtung gerissen seien.

## Veröffentlichungen
- „Einen anderen Grund kann niemand legen als den, der gelegt ist: Jesus Christus“, hrsg. zusammen mit Hans-Christoph Goßmann und Oliver Stabenow. Verlag Traugott Bautz, Nordhausen 2018, ISBN 978-3-95948-373-5.